# 20 centímetres
20 centímetres (títol original en castellà: 20 centímetros) és una pel·lícula espanyola dirigida per Ramón Salazar, estrenada l'any 2005. Aquesta pel·lícula ha estat doblada al català.

## Argument
Marieta, una dona transgènere, somia d'efectuar una cirurgia de reassignació sexual per a treure's els seus « 20 centímetres » que la molesten tant. Però el guapo Raúl, del qual està enamorada, estima sobretot Marieta pels centímetres en qüestió.
El film alterna escenes cantades, somiades per Marieta.

## Repartiment
- Mónica Cervera: Marieta
- Pablo Puyol: Raúl
- Miguel O'Dogherty: Tomás
- Concha Galán: Berta
- Macarena Gómez: Rebeca
- Lola Dueñas: la germana de Rebeca
- Pilar Bardem: Candelaria
- Juan Sanz: Gustavo
- Rossy de Palma: Ice Box
- Najwa Nimri: Bunny

## Premis i nominacions
- Biznaga de plata, premis de la crítica i premi al millor maquillatge al Festival del Film espanyol de Màlaga l'any 2005.
- Segona plaça al premi del públic jove per a Ramón Salazar al Festival Internacional de Cinema de Locarno l'any 2005.